# Tim Halligan
Tim Halligan, eigentlich Timothy Halligan  (* 17. Mai 1952 in Chicago), ist ein US-amerikanischer Schauspieler. 

## Leben
Halligan ist ein Absolvent des University College. Seit 1982 war er in mehr als 45 Film- und vor allem Fernsehproduktionen zu sehen, vornehmlich in kleineren Nebenrollen und Gastauftritten.
Als Theaterschauspieler hatte Halligan 1985 sein Debüt mit der Rolle des „Fred Chaney“ in Jeffrey Sweets Stück Responsible Parties am Vineyard Theatre (Off-Broadway). Er war lange Zeit Mitglied des Ensembles Shakespeare Santa Monica. Weiterhin spielte er am New American Theatre, wo er unter anderem „Dr. Mayberry“ in Robert Andersons I Never Sang For My Father verkörperte. Er ist zudem langjähriger Darsteller am Theatricum Botanicum, einem auf Shakespeare spezialisierten Open-Air-Theater in Topanga, das von Will Geer gegründet wurde. Dort spielte Halligan unter anderem „Lord Hastings“ in Richard III. und „Page“ in Die lustigen Weiber von Windsor.

## Filmographie (Auswahl)
- 1982: Nixons rechte Hand – Der Fall G. Gordon Liddy
- 1986–1987: Crime Story
- 1987: Big Shots – Zwei Kids gegen die Unterwelt
- 1987: Sable
- 1989: Routed
- 1990: Ein verrückt genialer Coup
- 1990: The Kennedys of Massachusetts
- 1993: Black Widow Murders: The Blanche Taylor Moore Story
- 1993–2005: New York Cops: NYPD Blue
- 1994: Ermordet am 16. Juli
- 1995: Party of Five
- 1995: Vergiß Paris
- 1996: What Love sees – Die mit dem Herzen sehen
- 1997: Beverly Hills, 90210
- 1997: Star Trek: Deep Space Nine
- 1998: Emergency Room: Die Notaufnahme
- 1998: Jagabongo – Eine schrecklich nette Urwaldfamilie
- 1998: Leben und lieben in L.A.
- 1999: Die Kunst des Sterbens
- 1999: Mr. Mellin
- 1999: Vice President McIntyre
- 2000: Chicago Hope: Endstation Hoffnung
- 2000: Space Cowboys
- 2001: Darren Mountjoy
- 2001: Dr. Mallaska
- 2001: The Agency – Im Fadenkreuz der C.I.A.
- 2003: The Brotherhood of Poland, New Hampshire
- 2003: Without a Trace – Spurlos verschwunden
- 2004: Eine himmlische Familie
- 2004: Paparazzi
- 2005: Criminal Minds
- 2005: Die Insel
- 2005: Hutton
- 2006: Henry Napier
- 2006: The Unit – Eine Frage der Ehre
- 2007: David Tubb, author
- 2007: Eyes
- 2007: Freedom Writers
- 2008: Keith
- 2008: Peter Crawley
- 2009: My Suicide
- 2010: All My Children
- 2010: College Professor
- 2012: Pretty Little Liars
- 2013: Scandal
- 2015: Gumshoe
- 2015: Mad Men
- 2021: Praying the Hours